# 자와할랄 네루
자와할랄 네루(힌디어: जवाहरलाल नेहरू, Javāharlāl Nehrū, 문화어: 쟈바하를랄 네루, 1889년 11월 14일~1964년 5월 27일)는 인도의 독립 운동가 겸 정치가이다. 사회주의 성향인 네루는 비폭력, 평화주의자인 마하트마 간디와는 달리 적극적인 파업과 투쟁적인 독립 운동을 했는데, 현재도 인도 민중들은 사회적 모순과 불의에 침묵하지 않고 투쟁하는 민중운동으로 권리를 쟁취하는 계급투쟁의 전통을 가지고 있다.
인도 독립 이후 1947년부터 1964년까지 초대 인도 총리를 역임하였으며 특히 1951년부터 이듬해 1952년까지는 라젠드라 프라사드 당시 대통령을 보좌하여 1년간 인도 국정 실권을 전담하였다.
핵무기에 대한 입장은, 국제적으로는 핵무기 개발에 반대했지만 국내적, 평화적 용도로는 핵개발을 적극 지원했다.

## 어린 시절

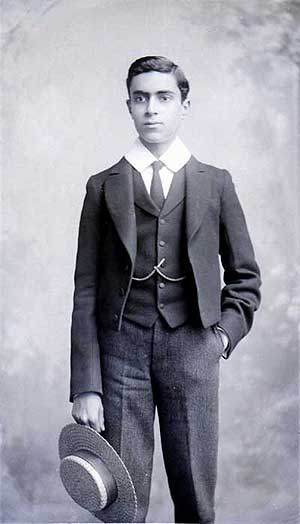
영국 유학 시절의 네루 (1914년)

인도의 알라하바드에서 출생하였다. 그의 부친은 명성있는 변호사로 마하트마 간디의 상관 대리들 중의 하나였다. 네루는 16세 때까지 영국인 여성 가정 교사들에게 교육을 받았다.
그는 잉글랜드에서 자신의 교육을 지속하였으며, 처음에 해로 스쿨에서, 그러고나서 케임브리지 대학교 트리니티 칼리지에서 수학하여 자연과학에서 우등 코스 졸업 학위를 취득하였다. 1912년 귀국하기 전에 런던에 있는 이너 템플에서 법학을 전공하여 몇년간 법률을 실천하였다.
4년 후, 네루는 카말라 카울에게 결혼하여 외동딸 인디라 프리야다르시니를 두었다. 인디라는 자신의 부친처럼 인디라 간디라는 이름 아래 인도의 총리를 지냈다. 우등생들의 가족으로 네루의 누이들 중에 하나인 비자야 락슈미 판디트는 후에 첫 여성 유엔 총회 의장이 되었다.

## 정계 입문
1919년 기차에 여행을 떠나는 동안 네루는 암리트사르 대학살에 화내어 영국의 레지널드 다이어 준장을 우연히 들었다. 이 학살은 거기에 주둔한 영국군이 무장 인도인들의 관중에 10분 동안 연속적으로 총을 쏠때 379명이 살해되고, 최소한 1,200명이 상처를 입은 사건이었다. 다이어의 말을 들을 네루는 영국과 싸우기로 맹세하였다. 학살 사건이 그의 인생의 과정을 변화시켰다.
인도의 역사에서 이 시기는 민족주의 운동과 정부 탄압의 변동으로 표시되었다. 네루는 인도의 2개 주요 정당 중 하나인 인도 국민회의에 입당하였다. 그 일은 변화와 네루가 가장 많은 흥미를 유발한 거대한 자치에 관하여 가져오는 데 간디의 강조였다.
영국은 자유를 위하여 인도의 요구들에 쉽게 주지 않았고, 1921년 후순에 인도 국민회의의 중앙 당수들과 당원들은 어떤 지방들에서 작전으로부터 금지되었다. 금지령이 효력을 발휘하면서 네루는 처음으로 투옥되었고, 다음 24년간 그는 9년간 징역 살이를 하게 되어 감옥에서 9년 이상으로 추가되었다. 향상 정치인으로 좌파로 기울어진 네루는 투옥된 동안 마르크스주의를 공부하였다. 그는 자신이 철학에서 흥미를 가진 것을 찾았어도 그 어떤 방법들에 의하여 거절되어 네루의 경제적 생각의 배경에 그때부터는 마르크스주의였으며 인도의 조건들로 필요성으로서 순응되었다.

## 인도의 독립 운동으로 향한 행진

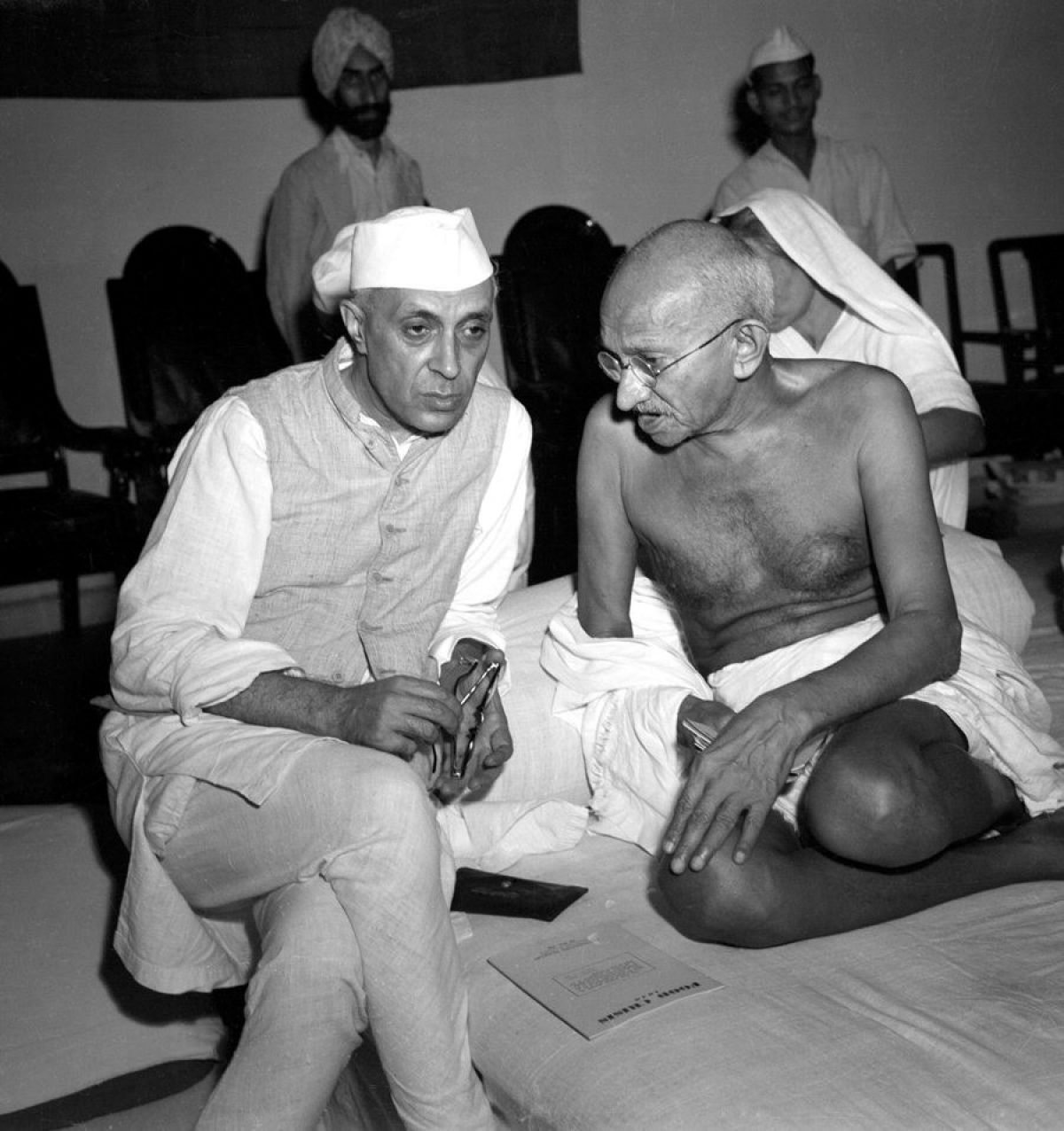
네르후와 그의 스승은 모한다스 간디(오른쪽)

인도의 해방의 대표한 분투의 세월들 후에 1928년 네루는 인도 국민회의 총재가 되었다. 다음해 네루는 인도의 정치적 목적으로서 완전한 독립을 선포한 라호르에서 역사적 회합을 이끌었다. 1930년 11월은 런던에 모여 영국과 인도의 공무원들이 결국적인 독립의 계획을 향한 업무를 개최한 원탁 회의의 시작을 보았다.
1931년 자신이 부친이 사망한 후, 네루는 인도 국민회의의 작업들에 더욱 깊숙히 박아지고, 간디에 가까워져 간디-어윈 협정의 조인식에 참석하였다. 3월 간디와 영국의 총독 어윈 경에 의하여 조인된 협정은 영국인과 인도의 독립 운동 사이에 휴전을 선언하였다. 영국은 정치범들을 전부 석방할 것을, 간디는 자신이 많은 세월 동안 조정해 온 소금 사티아그라하를 끝낼 것을 동의하였다.
불행하게 협정은 영국의 통치를 받은 인도에서 평화적 풍조에 직접 안내하지 않았고, 네루와 간디는 둘다 또다른 소금 사티아그라하를 준비하는 음모의 기소들로 1932년 초순에 투옥되었다. 그들 중 아무도 3차 원탁회의에 참석하지 않았다. 3차이자 최종의 회의는 1935년 인도 정부 법령에 결과를 가져와 인도의 지방 지도자들을 임명하는 데 선거들이 열릴 자발적 정부 제도를 주었다. 1935년 법령이 법률로 조인될 때까지 인도인들은 네루를 1940년대 초반까지 자신의 정치적 후임자로서 그를 가리키지 않은 간디에 자연 상속인으로 보기 시작하였다.

## 제2차 세계 대전
1939년 9월 제2차 세계 대전이 발발하자 영국인 총독 린리스고 경은 이제 자발적인 지방 장관들을 상담하지 않으면서 인도를 전쟁의 노력으로 떠맡겼다. 응답에서 인도 국민회의는 지방들로부터 그 대표들을 철수시켰고, 자신과 네루가 아직 감옥에 있을 때 간디는 다시 제한된 소금 사티아그라하를 공개하였다.
네루는 1년 약간 넘게 옥살이를 하다가, 일본군에 의한 진주만 공격이 일어나기 3일 전에 다른 여당의 정치범들과 함께 석방되었다. 1942년 봄 일본군들이 곧 인도의 국경들 근처로 이동할 때 영국 정부는 이 위협을 싸우는 데 인도를 병접에 편입하기로 결정하였으나 아직도 운동의 감정을 본질적으로 가진 간디는 독립보다 적게 아무것도 받아들이지 않으려 하며 영국인들에게 인도를 떠나도록 요구하였다. 네루는 자신의 강경 노선 태도에 마지못해 간디에게 재가입하였고, 이 둘은 다시 체포되어 이번에는 3년 가까이 투옥되었다.
1947년 네루의 석방의 2년 세월 안에 폭발 직전의 증오가 인도 국민회의와 해방된 인도에 항상 더 많은 권력을 원했던 전인도 무슬림 연맹 사이의 열병에 도달하였다. 마지막 영국의 인도 총독 루이 마운트배튼은 통일 인도를 위한 계획과 함께 철수를 위한 영국의 구상도를 완성하면서 고발되었다. 자신의 보류들에 불구하고, 마운트배튼과 인도를 갈라놓은 전인도 무슬림 연맹의 계획에 묵인하였고, 그해 8월 새로운 무슬림 국가 파키스탄이 창조되었으며, 인도는 압도적으로 힌두교 국가였다. 영국군이 물러나고, 네루는 독립한 새 인도의 초대 총리가 되었다.

## 인도의 초대 총리

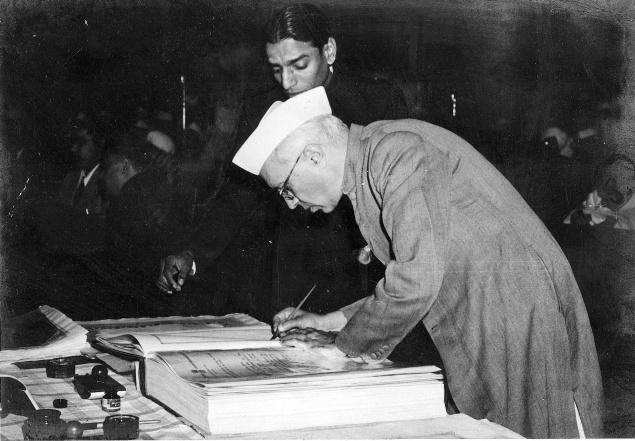
인도 헌법에 서명하는 네루

### 국내 정책
인도 역사의 전후 관계에서 네루의 중요성은 다음의 요점들로 증류될 수 있는 데 그는 현대의 가치들과 생각을 나누었고, 인도의 기초적 단일성에 주장된 세속주의를 강조하였으며 민족과 종교적 다양성의 표면에서 인도를 과학적 혁신과 기술적 진보의 현대의 시대로 수행하였다. 그는 또한 소외되고 가난한 사람들을 위한 사회적 근심과 국내적 가치들을 위한 존중을 자극하기도 하였다.
정치적으로 그는 의회를 통해 점진적 사회주의 실현을 추구하는 페이비언 사회주의를 추종했다. 때문에 의회를 통한 사회변화를 기대했고 그런 관점은 인도 헌법의 제정에 있어 영향을 주었다. 인도 제헌의회의 헌법기초위원장인 암베드카르와 함께 개정이 용이한 헌법의 제정을 지지했다.
네루는 특히 힌두교 민법전을 개혁하는 데 자랑스러웠다. 결국 힌두교도 미망인들은 상속과 소유권의 문제에서 남성들과 동등하게 즐길 수 있었다. 네루는 또한 힌두교의 법률을 사회적 지위의 차별을 법률로 금하도록 바꾸었다.
네루의 행정부는 전인도 의학대학, 인도 공과대학과 국립 공과대학을 포함한 고등 교육을 위하여 많은 대학을 설립하였고, 자신의 5년 계획에서 인도 전국의 어린이들에게 무료와 의무적 초등 교육을 보증하였다.

### 국가 안정과 국제 정책

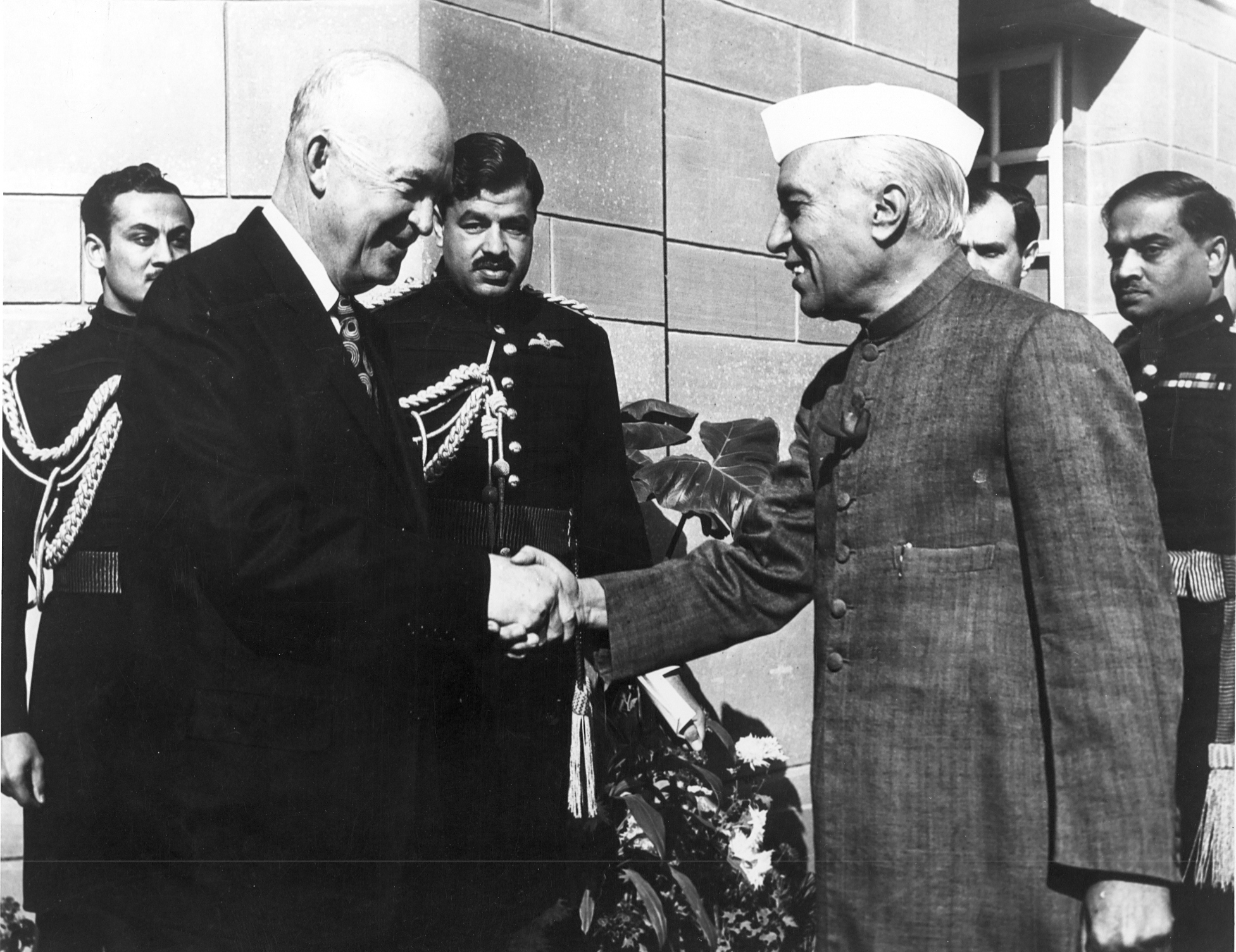
인도를 방문한 드와이트 D. 아이젠하워 미국 대통령과 함께

인도와 파키스탄 양국에 의하여 소유권이 주장된 카슈미르 지방은 네루의 지도력을 통하여 영구적인 문제였으며, 분쟁을 처리하는 데 그의 조심성 있는 노력들은 최후적으로 실패하여 파키스탄에서 1948년 군대에 의하여 카슈미르를 소유시키는 데 비성공적 시도를 만든 결과를 가져왔다. 그 지방은 21세기로 들어가 분쟁에 남아있었다.
국제적으로 1940년대 후반에 시작되면서 미국과 소련은 둘다 냉전에서 인도를 자기 편으로 찾아내기 시작하였으나 네루는 인도와 다른 국가들이 번영하는 데 자신들을 어느 한쪽의 결투의 국가로 자신들을 제휴할 필요를 느끼지 않은 "비동맹 정책"을 향한 노력들을 이끌었다. 이 말기로 네루는 중립을 공헌하는 국가들의 "비동맹 운동"을 공동 창립하였다.
중화인민공화국의 창립 후에 곧 국가를 승인하고, 유엔의 강한 성원자로서 네루는 유엔에서 중공의 포함을 주장하였고, 이웃 국가와 함께 온정있고 우호적인 관계들을 설립하는 데 추구하였다. 중공에 존중과 함께 그의 평화주의와 포괄적인 정책들은 국경의 논쟁들이 1962년 11월 20일 중공이 정전을 선언할 때 끝난 그해 인도-중국 전쟁으로 이끌어지면서 실패하였고, 히말라야산맥에서 논쟁의 지역으로부터 그 철수를 공고하였다.

## 사망
1964년 5월 27일 네루는 심근경색으로 사망하였다. 다음날 그는 야무나강의 샨티반에서 힌두교의 의식에 따라 화장되었다.

## 영예
네루의 국내 정책들의 4개의 중심 세력들은 민주주의, 사회주의, 단일성과 세속주의였고, 그는 자신의 총리 재직 동안 전부 4개의 강한 창설을 유지하면서 성공하였다. 조국을 섬기는 동안 그는 성상의 지위를 즐겼고, 자신의 관념주의와 정치적 수완으로 국제적으로 넓게 감탄되었다. 그의 생일 11월 14일은 어린이와 젊은이들을 대표하여 그의 장기적 열정과 업무의 인정에 바알 디바스 ("어린이의 날")로서 축제가 벌여진다.
네루의 외동딸 인디라는 1966년부터 1977년까지, 그리고 1980년부터 1984년 암살될 때까지 인도의 총리를 지냈으며, 외손 라지브 간디도 그의 모친의 뒤를 이어 1989년 암살될 때까지 인도의 총리였다.

## 주요 저작물
- 《세계사 편력》 - 네루의 대표적인 저서이다. 1930년 ~ 1933년까지 감옥에서 딸 인디라 간디에게 편지로 써서 보냈던 196회의 역사 이야기를 책으로 엮은 것이다.
- 《인도의 발견》- 1946년 작

## 가족

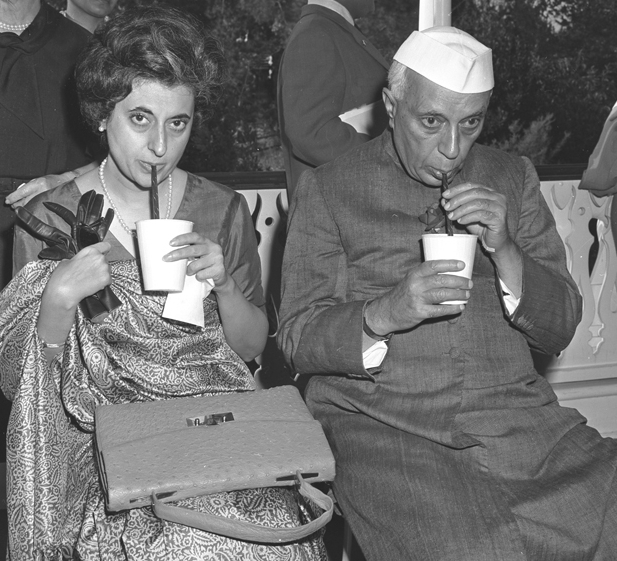
네루와 그의 딸 인디라 간디

- 딸 : 인디라 간디
- 사위:페로제 간디
  - 외손 : 라지브 간디,산자이 간디
    - 외증손 :라훌 간디
    - 외증손 : 프리양카 간디

## 같이 보기
- 마하트마 간디

## 역대 선거 결과
| 선거명      | 직책명                   | 대수 | 정당          | 득표율 | 득표수    | 결과 | 당락                 |
| ----------- | ------------------------ | ---- | ------------- | ------ | --------- | ---- | -------------------- |
| 1952년 선거 | 하원의원 (풀푸르 선거구) | 1대  | 인도 국민회의 | 38.73% | 233,571표 | 1위  | 풀푸르 하원의원 당선 |
| 1957년 선거 | 하원의원 (풀푸르 선거구) | 2대  | 인도 국민회의 | 36.87% | 227,447표 | 1위  | 풀푸르 하원의원 당선 |
| 1962년 선거 | 하원의원 (풀푸르 선거구) | 3대  | 인도 국민회의 | 61.62% | 118,931표 | 1위  | 풀푸르 하원의원 당선 |